# Andrej Bernard Smolnikar
Andrej Bernard Smolnikar, slovenski bivši rimskokatoliški duhovnik, misijonar in utopični socialist, * 29. november 1795, Kamnik, † (?) december 1869, Filadelfija, ZDA.

## Življenjepis
Oče mu je bil mesar Jožef, mati mu je bila Jera (roj. Bernot).
Smolnikar je v Ljubljani od leta 1814 do 1816 obiskoval licej in nato študiral teologijo. Leta 1819 je bil posvečen za duhovnika. Po posvetitvi je opravljal službo kaplana v Stični, Ložu in Škofji Loki. Leta 1825 je stopil v benediktinski samostan v Šentpavlu na Koroškem, leta 1826 je opravil redovno zaobljubo in prevzel ime Bernard. Kot redovnik je bil od leta 1827 do 1836 profesor za novo zavezo na teologiji v Celovcu. V Ljubljani je imel tesne stike z M. Čopom, J. Zupanom in V. Vodnikom, v Celovcu pa z A.M. Slomškom in F. Prešernom. Tedaj je pričel verjeti, da mu bog pošilja znamenja, po katerih je izbran za združitev vsek krščanskih ver v eno cerkev. Dvomil je o papeževem prvenstvu in se imel za novega protestanta. Ob obisku sošolca Friderika Barage, in pred političnimi nadzorom si je leta 1836 izposloval dovoljenje za izselitev v Ameriko pod pretvezo, da gre v novi svet za misijonarja. Leta 1837 je izstopil iz katoliške cerkve in začel v raznih krajih na severovzhodu ZDA zbirati verske somišljenike. Leta 1841 je kupil 4.000 hektarov veliko posestvo v Limenstonu v Pennsylvaniji in na posestvu skušal ustanoviti naselbino po načelih utopičnega socializma. Z J. Etzlerjem izumiteljem in fantastom, je poskušal z uporabo vodne energije mehanizirati poljedelstvo, vendar je po enoletnem delu poskus propadel. Leta 1859 je v kraju Nonnally Mill v Pennsylvanji ponovno poskušal ustanoviti utopično naselbino o čemer poroča v knjigi The Great Message to All Governments and All Nations (Philadelphia, 1864).
V slovenski zgodovini je A.B. Smolnikar edinstven primer socialističnega utopista, ki je kot izobraženec, potem ko je že zgodaj spoznal krivičnost tedanjega družbenega reda in iskal pota, kako bi na krščanski podlagi in z mirno evolucijo reformiral družbo, ustanavljal v Ameriki naselbine v okviru nekakšnih komun ali zadrug s skupno lastnino in skupnim uživanjem vseh dobrin. Zanimivo pa je tudi zgodovinsko dejstvo, da je Kamničan res poskušal preprečiti ameriško državljansko vojno.
Iz Smolnikarjevih knjig se ni moglo ugotoviti, da bi se udeležil kakega kongresa socialistov , udeleževal pa se je kongresov različnih skupin, predvsem spritističnih. Za slovenski narod je bil s svojim delom popolnoma izgubljen. Omenja sicer v nekaterih brošurah, da je iz Ilirije, celo to, da je iz Kamnika, podpisoval se je celo Lithopolitanus (Kamničan) in omenja preroka Daniela, kjer govori o kamnih.
Smolnikar je v Ameriki preživel 32 let. Priznati pa mu je treba, da je bil v svojem delu zelo aktiven, da je pisal in pisal brošure in knjige, hodil okrog važnih osebnosti po Ameriki, prekoračil med državljansko vojno celotno frontno linijo in prepotoval precejšen del tedaj nenaseljene Amerike na zahod od Cincinnatija in na jug do Alabame.
Napisal je več člankov, manifestov in knjig. Bil je pobudnik mirovnega gibanja in agitator proti ameriški državljanski vojni od leta 1861 do 1864. Umrl je pozabljen in zapuščen v neki bolnišnici v Philadelphiji.

## Literarno delo
Smolnikar je leta 1840 začel v Bostonu izdajati dva časopisa v nemščini: Friedens-Botschaft an alle Völker in  Deutscher Anzeiger, kar je prvi poskus kakega Slovenca v ZDA, da bi izdajal lastno glasilo.
Ob denarni pomoči somišljenikov je pričel objavljati verske reformatorske knjige. Celotno Smolnikarjevo delovanje v Ameriki je bilo tragično. Znaki kažejo, da je bil pretiran zanesnjak. Napisal je 4 obširne knjige v nemščini, 3 dela pod naslovom Denkwürdige Ereingnisse im Leben des Andreas Bernardus Smolnikar (I, Boston 1838; II, Philadelphia 1838; III, New York 1840) in četrta kot eines ist North (Philadelphia 1841) Knjige so teološko polemične , spomini na slovenske kraje so pomembni za slovensko kulturno zgodovino 1. polovice 19. stoletja. Iz prve knjige je Henry Wadsworth Longfellow črpal snov za prikaz Smolnikarja v romanu Hyperion.